# 盈富基金
盈富基金（英文：Tracker Fund of Hong Kong，港交所：2800、港交所：82800（人民幣結算） ）是在香港股票交易所買賣的交易所買賣基金 (ETF)，是香港交易所上市的一種投資信託，其買賣方式像股票一樣，以500股為一手，股價大約是當日恆指的點數除以1,000。截至2021年7月30日，總資產淨值951.44億元，一年跟蹤偏離度+0.1062%。
投資者可透過購入盈富基金而買入代表恒生指數的證券組合。信託的目的是複製恆生指數的表現，包括回報率和價格波幅。由於盈富基金是一個開放式單位投資信託（open-ended unit investment trust），而且代表了80隻恆生指數成份股的實益權益，投資者可在香港市場最大的股票中即時獲得風險分散及承受。
由1999年至2022年，盈富基金的信託人為道富銀行及信託公司全資附屬公司State Street Bank and Trust Company。從2022年第三季起恒生投資管理有限公司成為基金之新經理人。
盈富基金給單位持有者提供定期派息（每半年一次）。

## 成立
1998年8月，香港政府因亞洲金融風暴在十個交易日內於公開市場以1,180億港元買入33種恒指成份股，以穩定聯繫匯率，擊退國際炒家。1998年10月，香港特區政府成立了外匯基金投資有限公司，其功能之一為就該投資組合以一個有秩序的方式沽售提供意見。
在選擇沽售方案時，香港特區政府選擇了一個對股票市場造成最少影響的中性方案。最終，以交易所買賣基金為結構的盈富基金於1999年11月成立，成為香港特區政府沽售計劃的第一步。此方案不單能符合以上的要求，還有助擴充香港資本市場的空間。道富環球投資管理亞洲有限公司 (State Street Global Advisors Asia Limited) 被委任為盈富基金的經理人，而道富公司旗下之 State Street Bank and Trust Company 則被委任為信託人。由2022年第3季開始，恒生投資管理有限公司成為基金之新經理人。
1999年11月，港府把購買的港股以盈富基金上市，分批售回市場。當時，盈富基金以 333 億港元（大約 43 億美元）的規模發行，為當時亞洲（日本除外）最大型的首次公開發售。透過盈富基金的首次公開發售及其後的持續發售機制，截至 2002 年 10 月 15 日止，大概有 1,404 億港元的恒生指數成份股通過盈富基金流回市場。

## 發展
2021年1月11日，盈富基金宣佈將按照美國總統於去年11月21日簽署的行政命令，不再對受制裁的實體進行新投資，包括中海油、中國移動和聯通。盈富基金更表示基金將不再適合美國人士投資，但兩日後，道富環球改變先前的說法，宣布1月15日起恢復投資受美國制裁的恒指成份股。2021年7月29日，道富環球正式更改章程，禁止美國人士購買任何盈富基金單位。
2022年9月19日起，恒生投資將接替道富環球成為盈富基金的代理人。同時盈富基金亦會設立雙幣櫃台，容許在聯交所以人民幣進行買賣。